# 無声後部歯茎破擦音
無声後部歯茎破擦音（むせい こうぶしけい はさつおん）は、子音のひとつ。舌端を上歯の歯茎後部にあてたあと、舌を離した瞬間に舌と歯茎後部の間にできるすき間に息を通すことで起こる息の摩擦により調音される破擦音の無声音。
国際音声記号（IPA）では [t͡ʃ]（文字参照は &#116;&#865;&#643;）と記す。かつては 合字（リガチャ）の [ʧ] (U+02A7) を使っていた。さらに略記で [tʃ]（文字参照は &#116;&#643;）と記される。

## 特徴
- 気流の起こし手 - 肺臓気流機構によって生じる呼気。
- 発声 - 声帯の振動を伴わない無声音。
- 調音
  - 調音部位 舌端と歯茎後部による後部歯茎音。
  - 調音方法
    - 口腔内の気流 - 舌の中央を気流が通る中線音
    - 調音器官の接近度 - 完全な閉鎖をゆっくりと開放することによって隙間から起こる摩擦を伴う破裂音（破擦音）。
    - 口蓋帆の位置 - 口蓋帆を持ち上げて鼻腔への通路を塞いだ口音。

## 無声歯茎硬口蓋破擦音との違い
類似した音声として、無声歯茎硬口蓋破擦音 [t͡ɕ] がある。両者の違いは調音部位の違いにある。[t͡ʃ] の調音部位は舌端を歯茎後部に当てて調音する、どちらかといえば点的なものであるのに対し、[t͡ɕ] は舌端から前舌部にかけてを、歯茎後部から硬口蓋前部に当てて調音する、面的なものである。また、[t͡ʃ] は[t͡ɕ]に比べると唇を丸く突き出す傾向にある。
日本語の「ち」や「ちゃ」行の子音は、話者によって異なるものの標準的な発音は無声歯茎硬口蓋破擦音 [t͡ɕ]のほうである。

## 言語例
この音素を音韻としてもつ言語は多い。
- インド・ヨーロッパ語族
  - イタリア語 - ce および ci のつづりのときの "c"
  - 英語 - church [t͡ʃɜːt͡ʃ] （教会）
  - ドイツ語 - tsch
  - フランス語 - tch （外来語の発音を再現するなどの場合）
  - スペイン語 - ch
  - ヒンディー語 - च (ca)、छ (cha) [tʃʰ]
  - ペルシア語 - چ
- ハンガリー語 - cs
- トルコ語 - ç